# Garliczka (potok)
Garliczka (Garliczanka, Naramka) – potok, lewy dopływ Białuchy o długości 7,85 km i powierzchni zlewni 28,23 km².
Potok płynie w województwie małopolskim w gminie Zielonki. Wzmiankowany był już w 1470 roku (jako Gardliczka). Od jego nazwy pochodzi nazwa wsi Garliczka.